# アルファクラブ東北
アルファクラブ東北株式会社（アルファクラブとうほく）は、福島県郡山市に本社を置く、冠婚葬祭事業を主とした日本の企業。アルファクラブグループの一員である。

## 概要
2003年12月30日に福島県郡山市にライフアンサージとして設立。福島県に7支部を展開し、主に冠婚葬祭の互助会事業を行い、婚礼式場は福島県・山形県・茨城県に9ヶ所、葬儀場は福島県・山形県・茨城県に57ヶ所運営している。2015年7月1日に岩手県の岩手互助センターと統合、アルファクラブ東北を設立。

## 沿革
- 1972年(昭和47年)
  - 6月：山梨県にて株式会社ライフパークとして設立。
- 2003年(平成15年)
  - 12月：アルファクラブ株式会社の全株式取得に伴い、本店を福島県郡山市（現在地）へ移転。
- 2004年(平成16年)
  - 1月：民事再生した株式会社アンサージと互助会会員譲渡契約締結。
  - 2月：株式会社アンサージより互助会会員を譲受。
  - 5月：社名を株式会社ライフアンサージに変更、互助会会員募集開始。
- 2005年(平成17年)
  - 1月：株式会社はまつ・株式会社はまつ会津より、平安閣5ケ所、斎場3ケ所、平安殿1ケ所、他施設の営業譲渡を受ける。冠婚葬祭の自社施行開始。
  - 3月：資本金を5千万円に増資。
  - 9月：「福島斎場」リニューアルオープン
  - 9月：「仏壇・仏具の興運堂福島店」福島斎場内にオープン。
  - 9月：結婚式場 会津平安閣「ラ・スリーズガーデン ベル・ルクス」と改名・オープン。
  - 12月：福島県白河市に「メモリアル斎場 白河」オープン。
- 2006年(平成18年)
  - 1月：山形県山形市に「ファミリー斎場 山形南」オープン。
  - 2月：山形県東根市に「ファミリー斎場 東根」オープン。
  - 2月：全互協認定事業者としてプライバシーマーク取得[3][4]
  - 10月：山形県山形市に「ファミリー斎場 山形北」オープン。
  - 2007年(平成19年)
  - 6月：ラ・スリーズガーデン ベル・ルクスに「ジュアンマリエ教会」オープン。
  - 10月：山形県上山市に「ラ・メモリア上山」オープン。
- 2008年(平成20年)
  - 3月：山形県山形市に「ウエディングサンクチュアリー ベル・ブランシェ」オープン。
  - 9月：山形県寒河江市に「ファミリー斎場 寒河江」オープン。
  - 7月：山形県東根市に「ファミリー斎場 北村山」オープン。
- 2009年(平成21年)
  - 7月：山形県西村山郡河北町に「ファミリーホール かほく」オープン。
  - 8月：山形県天童市に「ファミリー斎場 天童」オープン。
  - 9月：福島県白河市に旧「白河平安閣」改修し「ハウス オブ ベルヴィ白河」オープン。
- 2010年(平成22年) 
  - 12月：福島県会津若松市に「さがみ門田斎場」オープン。
- 2011年(平成23年)
  - 1月：山形県上山市に「ファミリー斎場・上山」オープン。
  - 2月：福島県福島市丸子中ノ町に「さがみ福島北斎場」オープン。
  - 9月：福島県福島市南中央に「さがみメモリアル斎場 野田」オープン。
  - 12月：福島県福島市鳥谷野に「さがみ福島南斎場」オープン。
  - 12月：山形県山形市南館に「ファミリー斎場・山形」オープン。
  - 10月：山形県天童市に「ウエディンググレース ベル・ブランシェ天童」オープン[5]。
  - 12月：福島県郡山市並木に「さがみメモリアル斎場並木」オープン。
- 2013年(平成25年)
  - 3月：福島県伊達市梁川町に「さがみ梁川斎場」オープン。
  - 3月：福島県いわき市錦町に「さがみ勿来斎場」オープン。
  - 10月：山形県山形市江俣に「ファミリー斎場 山形西」オープン。
  - 10月：福島県白河市昭和町に「さがみ白河昭和町斎場」オープン。
  - 10月：福島県福島市成川に「さがみ福島西斎場」オープン。
- 2014年(平成26年)
  - 1月：福島県岩瀬郡鏡石町に「さがみ鏡石斎場」オープン。
  - 1月：山形県尾花沢市に「ファミリー斎場 尾花沢」オープン。
- 2015年(平成27年)
  - 1月：岩手県にある「岩手互助センター」と統合、アルファクラブ東北となる[6]。

## 支店
- 本社・営業支社（郡山市）
- 福島支社
- いわき支社
- 会津支社
- 白河支社
- 須賀川支社
- 山形支社
- 岩手支社
- 北上支社

## グループ会社
- アルファクラブ株式会社